# Ломбак Йоган Якович
Йоган Якович Ломбак (3 липня 1897, місто Феллін Ліфляндської губернії, тепер місто Вільянді, Естонія — 18 лютого 1982, місто Таллінн, тепер Естонія) — радянський діяч органів держбезпеки, міністр внутрішніх справ Естонської РСР, генерал-майор. Депутат Верховної ради СРСР 3—4-го скликань.

## Біографія
Народився в родині муляра. У 1913 році закінчив початкове училище. У серпні 1913 — травні 1916 року — учень-складальник друкарні «Гунт і Саммуль» у Фелліні. 
У травні 1916 року призваний на службу до російської імператорської армії, служив рядовим Волинського лейбгвардії полку. У вересні 1916 року демобілізований, працював до квітня 1917 року складальником друкарні «Гунт і Саммуль» у Фелліні. У квітні 1917 року знову призваний на службу в електротехнічний батальйон Волинського лейбгвардії полку в Петрограді. Демобілізувався з армії в грудні 1917 року.
З грудня 1917 до лютого 1918 року виконував окремі доручення Феллінської міської ради, брав участь в організації рад у місті Фелліні. З лютого до червня 1918 року жив у місті Самарі, працював складальником Самарської земської друкарні.
Член РКП(б) у березні — червні 1918 року та з березня 1920 року.
З червня до липня 1918 року — безробітний на станції Колонія Томської залізниці, тоді ж автоматично вибув із партії, як «мешканець території, зайнятої білогвардійцями». У липні 1918 — лютому 1920 року — складальник друкарні «Закупзбут» у місті Новомиколаївськ.
У лютому 1920 — жовтні 1921 року — слідчий Томської губернської надзвичайної комісії (ЧК). З жовтня 1921 до січня 1922 року — начальник активної частини Держполітохорони Далекосхідної республіки. З січня до жовтня 1922 року — член Надзвичайної транспортної комісії Далекосхідної республіки. У жовтні 1921 — серпні 1923 року — начальник відділення Приморського губернського відділу ДПУ.
З 22 серпня 1923 року — тво. начальника, з жовтня 1923 до лютого 1926 року — начальник Камчатського губернського відділу ДПУ. У лютому — листопаді 1926 року — начальник Камчатського окружного відділу ДПУ.
З 1927 до червня 1928 року навчався у Вищій прикордонній школі ОДПУ в Москві.
21 червня 1928 — 26 вересня 1929 року — начальник 54-го Нерчинського прикордонного загону ОДПУ. 26 вересня 1929 — 29 березня 1930 року — начальник 53-го Даурського прикордонного загону ОДПУ. 29 березня 1930 — грудень 1931 року — начальник 56-го Благовіщенського прикордонного загону ОДПУ.
У грудні 1931 — квітні 1934 року — начальник частини (з 1 лютого 1932 року — інспекції) прикордонної охорони та військ ДПУ Повноважного представництва ОДПУ по Кримській АРСР.
У квітні — липні 1934 року — начальник оперативного відділу Управління військ ДПУ Повноважного представництва ОДПУ по Свердловській області. 13 липня 1934 — травень 1936 року — начальник оперативного відділу Управління внутрішньої охорони УНКВС по Свердловській області. У травні 1936 — квітні 1937 року — начальник штабу Управління внутрішньої охорони УНКВС по Свердловській області. У квітні — серпні 1937 року — начальник штабу Управління внутрішньої охорони НКВС Уральського округу.
15 серпня 1937 — 17 лютого 1938 року — начальник 60-го Камчатського прикордонного загону НКВС. Одночасно, з листопада 1937 до березня 1938 року — начальник Управління НКВС по Камчатській області.
У березні 1938 року звільнений із НКВС. З травня 1938 до липня 1941 року працював помічником директора заводу «Трактородеталь» у Саратові.
У липні 1941 року призваний до РСЧА. У липні — грудні 1941 року — інтендант 31-ї запасної стрілецької бригади. З грудня 1941 до травня 1942 року навчався на курсах командирів полків при Військовій академії РСЧА імені Фрунзе. У травні — жовтні 1942 року — командир 917-го стрілецького полку 249-ї Естонської стрілецької дивізії. З жовтня до грудня 1942 року — заступник командира по стройовій частині 249-ї Естонської стрілецької дивізії. У грудні 1942 — квітні 1945 року — командир 249-ї Естонської стрілецької дивізії. У квітні 1945 — лютому 1946 року — слухач Академії Генерального штабу імені Ворошилова.
У лютому 1946 — березні 1947 року — командир 118-ї стрілецької Талліннської дивізії. У березні 1947 — лютому 1948 року — заступник командира 22-ї кулеметно-артилерійської дивізії Ленінградського військового округу.
З лютого до квітня 1948 року — заступник військового комісара, з квітня 1948 до квітня 1951 року — військовий комісар Естонської РСР.
3 лютого 1951 — 16 березня 1953 року — міністр внутрішніх справ Естонської РСР.
У червні — 2 вересня 1953 року — керуючий справами Ради міністрів Естонської РСР.
2 вересня 1953 — жовтень 1959 року — міністр внутрішніх справ Естонської РСР.
З жовтня 1959 року — на пенсії в Таллінні. Помер 18 лютого 1982 року. Похований в Таллінні на цвинтарі Метсакальмісту.

## Звання
- полковник (23.12.1935)
- генерал-майор (18.05.1943)

## Нагороди
- два ордени Леніна (20.06.1949, 20.07.1950)
- чотири ордени Червоного Прапора (6.03.1943, 21.09.1944, 3.11.1944, 25.06.1954)
- два ордени Червоної Зірки (16.02.1936, 28.10.1967)
- дев'ять медалей